# Stadaconé
Stadaconé est un village iroquoien du Saint-Laurent qui était situé sur l'emplacement de l'actuelle ville de Québec, plus précisément dans le quartier du Vieux-Limoilou.
Il a joué un rôle historique dans l'exploration de la future ville. Le nom du Canada, emprunté par Jacques Cartier pour désigner les régions autour de Stadaconé ainsi que le fleuve (rivière de Canada), vient de la langue parlée par ses habitants, dans laquelle le mot signifiait « bourgade ». Aucune trace archéologique du village n'a été retrouvée, son emplacement précis reste donc inconnu à ce jour. Il est supposé qu'il était situé à proximité de la rivière Saint-Charles.

## Histoire

### Voyages de Jacques Cartier

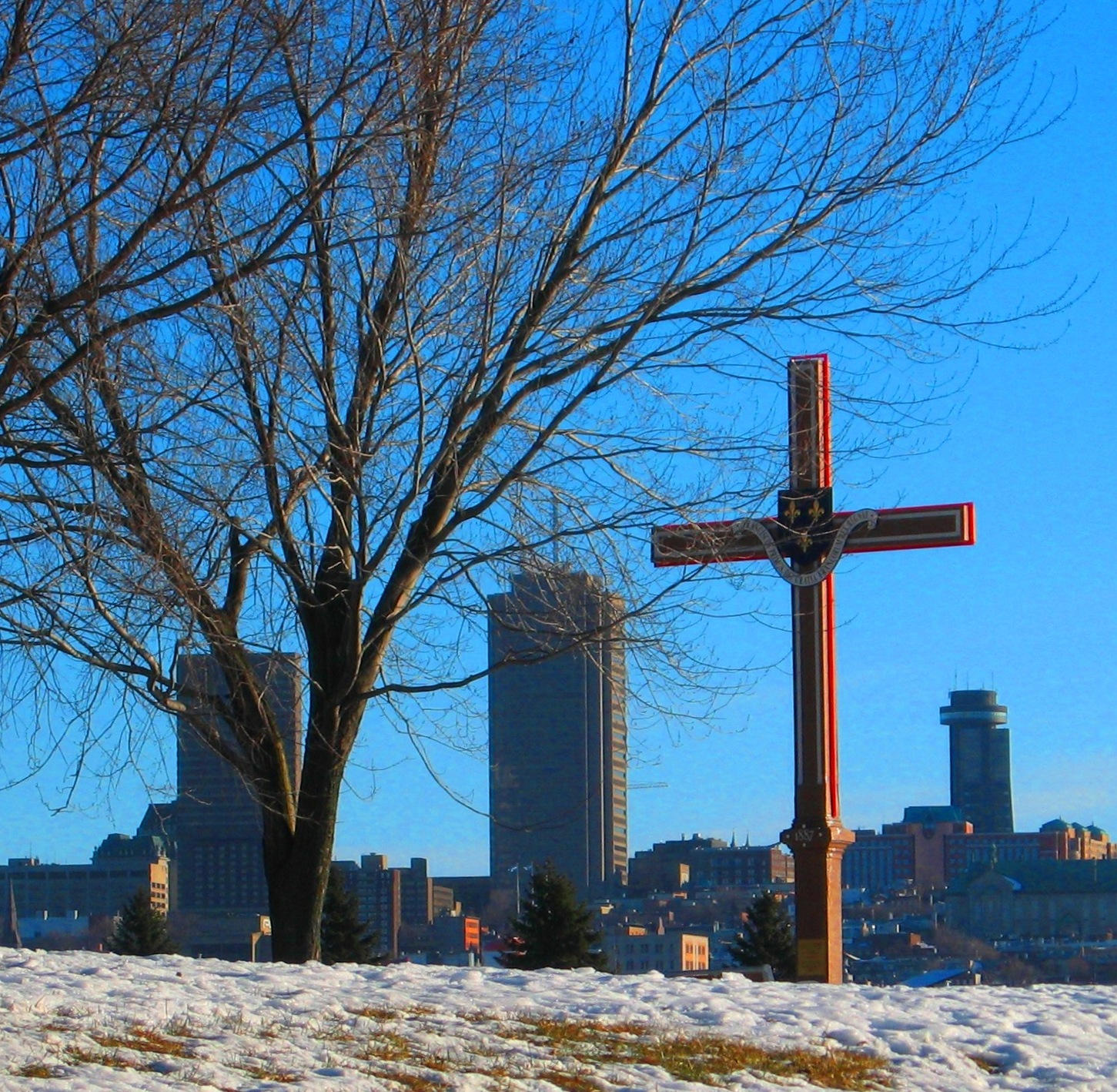
Lieu historique national Cartier-Brébeuf

En septembre 1535, Jacques Cartier jette l'ancre près de l'embouchure d'une rivière qu'il nomme Sainte-Croix (aujourd'hui rivière Saint-Charles). À la recherche de richesses et d'une nouvelle route vers l'Asie, il explore cette partie de l'Amérique septentrionale au nom du roi de France, François Ier. 
Sur l'emplacement actuel du lieu historique national Cartier-Brébeuf dans le quartier Limoilou, le capitaine malouin fait ériger un fort de pieux. À proximité se trouve le village de Stadaconé qui est « aussi bonne terre qu'il soit possible et bien fructiférante ». Environ cinq cents Iroquoiens y vivent, regroupés dans des maisons longues. Outre les produits de la chasse et de la pêche, ils tirent leur subsistance de la culture du maïs, de courges et de haricots. 
Pour les Européens, le premier hiver laurentien est tragique. Ils doivent subir le froid, la neige, la faim et surtout le scorbut qui décime une partie de l'équipage. Les hommes de Cartier sont sauvés in extremis par une tisane, l'annedda. Dès le mois de mai 1536, les survivants retournent en France, après avoir emmené avec eux quelques habitants de Stadaconé, le chef du village Donnacona et deux de ses fils, Domagaya et Taignoagny. 
Sauf une fillette, tous les Iroquois sont morts en France. À son voyage de retour en 1541, Cartier avoue le décès de Donnacona, mais il prétend que les autres « étaient restés en France où ils vivaient comme de grands seigneurs ; qu’ils étaient mariés et qu’ils ne voulaient pas revenir en leur pays ».
Donc, Cartier revient fonder une colonie en 1541. Il agit sous les ordres du lieutenant général Jean-François de La Rocque de Roberval. Arrivé à Stadaconé au mois d'août, avec cinq navires, il choisit de s'établir à l'embouchure d'une rivière qui portera le nom de Cap-Rouge. Il fait labourer la terre et construire deux forts, l'un sur la grève, l'autre au sommet du cap. L'hiver est difficile ; le scorbut et la résistance des autochtones, devenus hostiles, incitent Cartier à retourner en France. Il rapporte une cargaison de pyrite de fer et de quartz, qu'il prend pour de l'or et des diamants. Sur la route, il croise le sieur de Roberval qui tente à son tour de s'établir au même endroit. Le scorbut fait à nouveau des ravages. En juin 1543, on rapatrie les colons, mettant ainsi fin à la première tentative de peuplement français en Amérique du Nord. 

### Disparition du village
Quand Samuel de Champlain s'installe à Québec en 1608, le village de Stadaconé n'existe plus et les Iroquoiens ont déserté la vallée du fleuve Saint-Laurent. On avance plusieurs hypothèses pour expliquer leur départ : la maladie, un refroidissement du climat, et surtout les guerres entre nations autochtones. 
À l'aube du XVIIe siècle, le site actuel de Québec est visité par des nomades algonquiens. Ils viennent pêcher l'anguille et faire du troc.